# Thomas Robinson, 2. baron Grantham
Thomas Robinson, 2. baron Grantham (30. listopadu 1738, Vídeň, Rakousko – 20. července 1786, Londýn, Anglie) byl britský státník a diplomat. Ve druhé polovině 18. století proslul jako obratný politik s vynikajicí znalostí poměrů v zahraničí, byl dlouholetým vyslancem ve Španělsku (1771–1779). Před svou předčasnou smrtí byl krátce ministrem obchodu a ministrem zahraničí. Jeho mladší syn Frederick byl později britským premiérem, potomstvo později užívalo titul markýzů z Riponu, rod vymřel v roce 1923.

## Kariéra
Pocházel z původně měšťanského rodu z Yorku, byl synem diplomata 1. barona Granthama. Narodil se ve Vídni, kde byl jeho otec dlouholetým vyslancem. V Rakousku také strávil dětství, studoval ve Westminsteru a Cambridge, poté absolvoval kavalírskou cestu. V letech 1761–1770 byl členem Dolní sněmovny, v závěru sedmileté války se jako tajemník hraběte z Egremontu zúčastnil mírových jednání. V letech 1766–1770 byl lordem komisařem pro obchod a kolonie, v letech 1770–1771 náměstkem nejvyššího komořího. Mezitím po otci zdědil titul barona a vstoupil do Sněmovny lordů (1770), od roku 1770 byl též členem Tajné rady. V letech 1771–1779 byl vyslancem v Madridu, odkud musel odejít poté, co Španělsko podpořilo emancipační úsilí britských kolonií v severní Americe. V Northově vládě byl pak prezidentem obchodního úřadu (1780–1782) a nakonec se stal ministrem zahraničí (1782–1783). V rámci Pittovy vlády byl členem výboru Tajné rady pro obchod a kolonie (1784–1786).

## Rodina
V roce 1786 se oženil s Jemimou Yorke (1757–1830), dcerou 2. hraběte z Hardwicke. Měli spolu dva syny, starší Thomas (1781–1859) zdědil po několika příbuzných rozsáhlý majetek a postupně přijal příjmení Weddell a de Grey, byl též členem vlády. Mladší syn Frederick (1782–1859) byl britským premiérem a získal titul hraběte z Riponu.